# Vale do Paraíso, Rondônia
Vale do Paraíso este un oraș în Rondônia (RO), Brazilia.